# Manganarsita
La manganarsita és un mineral de la classe dels òxids. El nom reflecteix la seva composició química: manganès i arsènic.

## Característiques
La manganarsita és un arsenit de fórmula química Mn₃(As₂O₄)(OH)₄. Cristal·litza en el sistema trigonal. La seva duresa a l'escala de Mohs és 3.
Segons la classificació de Nickel-Strunz, la manganarsita pertany a «04.JB: Arsenits, antimonits, bismutits; amb anions addicionals, sense H₂O» juntament amb els següents minerals: fetiasita, magnussonita, armangita, nanlingita, asbecasita, stenhuggarita, trigonita, finnemanita, gebhardita, derbylita, tomichita, graeserita, hemloïta, freedita, georgiadesita i ekatita.

## Formació i jaciments
Va ser descoberta a la mina Långban, situada a la localitat homònima del municipi de Filipstad (Comtat de Värmland, Suècia). També ha estat descrita al districte miner de Làurion, a Grècia, i a la mina Valgraveglia, a Itàlia. Aquests tres indrets són els únics de tot el planeta on ha estat descrita aquesta espècie mineral.